# Авијатик Берг Dr.I
Авијатик Берг Dr.I је ловачки авион направљен у Аустроугарској. Авион је први пут полетео 1917. године. 
 Овај трокрилац није ушао у серијску производњу због просечних летних особина. Детаљнији опис дат у чланку Авијатик Берг 30.24.

### Техничке карактеристике авиона Авиатик Берг серије D
Највећа брзина у хоризонталном лету је износила 186 km/h. Размах крила је био 8,00 m а дужина 9,65 m. Маса празног авиона је износила 620 килограма а нормална полетна маса 910 килограма. Био је наоружан са два синхронизована митраљеза Шварцлозе калибра 8 mm.

| Тип авиона                        | Berg D.I       | Berg D.II      | Berg D.III   | Berg Dr.I (30.24) |
| --------------------------------- | -------------- | -------------- | ------------ | ----------------- |
| Намена                            | Ловац          | Ловац          | Ловац        | Прототип          |
| Година                            | 1917           | 1918           | 1918         | 1917              |
| Посада                            | 1              | 1              | 1            | 1                 |
| Дужина                            | 6,95 m         | 6,95 m         | 6,95 m       | 6,86 m            |
| Размах                            | 8,00 m         | 8,00 m         | 8,00 m       | 7,22 m            |
| Висина                            | 2,49 m         | 2,49 m         | 2,49 m       | 2,75 m            |
| Површина крила                    | 21,70 m²       | 18,40 m²       | 21,70 m²     | 22,50 m²          |
| Маса празног                      | 587 kg         | 587 kg         | 683 kg       | 620 kg            |
| Маса полетна                      | 881 kg         | 810 kg         | 943 kg       | 862 kg            |
| 6-цил. Линијски, Хлађење течношћу | Austro-Daimler | Austro-Daimler | Hiero        | Austro-Daimler    |
| Снага                             | 200KS(147kW)   | 200KS(147kW)   | 230KS(169kW) | 200KS(147kW)      |
| Брзина на 0 m                     | 185 km/h       | 210 km/h       |              | 195 km/h          |
| Брзина пењања на 1000 m           | 2:10 min       | 2:48 min       | 2:10 min     | 1:40 min          |
| брзина пењања на 2000 m           | 7:40 min       | 6:48 min       | 5:06 min     | 4:10 min          |
| Брзина пењања на 3000 m           |                | 11:30 min      | 9:36 min     | 8:06 min          |
| Брзина пењања на 4000 m           | 11:20 min      |                |              |                   |
| Брзина пењања на 5000 m           |                |                | 18:48 min    |                   |
| Плафон                            | 6220 m         |                |              | 5000 m            |
| Радијус                           | 375 km         |                |              | 290 km            |
| Аутономија                        | 2:30 h         |                |              |                   |
| Наоружање                         | 1–2 MG         | 2 MG           | 2 MG         | 2 MG              |

## Земље које су користиле овај авион
- Аустроугарска